# Reyes vikingos

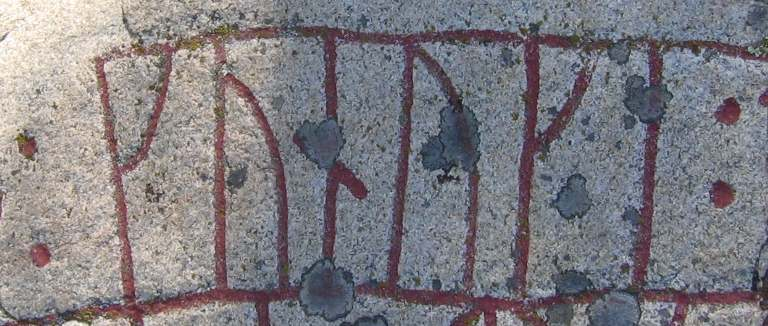
Detalle de la piedra rúnica U 11 de Uppland mostrando la inscripción kunungi («rey»).

Los reyes vikingos (nórdico antiguo: konungr) son monarcas que dominaron Escandinavia y sus áreas de influencia entre los años 793 (ataque a Lindisfarne) y 1066 (batalla de Stamford Bridge), periodo conocido como la Era Vikinga.
Los anales y sagas nórdicas ofrecen abundante información sobre los reyes legendarios pero en ocasiones los cronistas no coinciden con la genealogía u ofrecen información contradictoria. Al margen de las leyendas de Ragnar Lodbrok y su estirpe, que de alguna manera consolidaron las expediciones vikingas y fueron artífices de la conquista de nuevos territorios, los últimos reyes vikingos también fueron el germen para la unificación de los reinos escandinavos a partir del siglo X. A veces se conoce la trayectoria de esa evolución y otras se teoriza de forma coherente con los datos que ofrecen las fuentes escritas y que han sobrevivido hasta hoy.

## Noruega
El historiador y escaldo Snorri Sturluson aportó con su Heimskringla uno de los trabajos más notables sobre la historia de los reyes de Noruega que, en general, y comparándolas con anales de la época, a partir de la unificación del país por Harald de los Cabellos Hermosos se considera que la dinastía Hårfagreætta es el primer clan familiar de reyes noruegos y en extensión los gobernantes vikingos que mejor cumplen un perfil histórico:
- Harald de los Cabellos Hermosos 872 – 933
- Eirík Hacha Sangrienta 930 – 934
- Haakon el Bueno 934 – 961
- Harald II 961 – 976
- Haakon Jarl (jarl de Lade) 976 – 995
- Olaf Tryggvason 995 – 999/1000
- Svend I "Barba partida" (danés) 999 – 1015
- Olaf II el Santo 1015 – 1030
- Sveinn Knútsson, hijo de Canuto el Grande (danés) 1030 – 1035
- Magnus el Bueno 1035 – 1047
- Harald Hardrada 1046 – 1066

Los pequeños reinos que dominaron la escena política noruega perdieron su independencia tras las constantes guerras contra el rey Harald I (Hårfagre) y aunque no se conoce mucho más sobre la vida de sus reyes si han perdurado sus nombres como es el caso de Sulke de Rogaland, Audbjorn de Fjordane, Herthjóf de Hordaland, Huntiof de Nordmøre, Nokkve de Romsdal, Kjotve de Agder o Arnvid de Sunnmøre, la mayoría perdieron la vida en el campo de batalla cumpliendo con un perfil guerrero y el final más deseado para un vikingo en la vida terrenal y lograr reunirse en el Valhalla con sus antepasados.

## Dinamarca
Saxo Grammaticus y su Gesta Danorum fue uno de los más importantes historiadores de las crónicas contemporáneas; ofreció un abano de hechos y menciones sobre reyes legendarios de la protohistoria danesa que luego aportaron algo de luz sobre los reyes de los dos principales reinos que encabezaron la resistencia vikinga contra el imperio carolingio: Jutlandia y Lejre, beligerantes con los intentos de los francos de introducir el Cristianismo en la zona. La dinastía que ofrece mayor y mejor veracidad histórica y dispone de suficientes pruebas de ello procede del siglo X con el reinado de Gorm el Viejo, cuyo linaje ha permanecido hasta hoy con el rey Federico X de Dinamarca:
- Gorm el Viejo 948 – 958
- Harald Blåtand 958 – 976
- Svend I “Barba partida” 986 – 1014
- Harald II 1014 – 1018
- Canuto el Grande 1018 – 1035
- Canuto Hardeknut 1035 – 1042
- Magnus el Bueno 1042 – 1047
- Svend II 1047 – 1074

## Suecia
Las sagas tampoco aportan fiabilidad sobre los legendarios reyes suecos, aun así la saga Ynglinga cita la legendaria y prolífica dinastía de los Ynglings y resalta los perfiles de sus monarcas. Los suiones y gautas rivalizaban por dominar el territorio y las guerras eran constantes, resaltando durante la Era de Vendel (siglos V y VI) las guerras entre suiones y gautas cuyo legado escrito nos ha llegado hasta hoy. Los suiones dominaron la situación y los gautas se sometieron finalmente a las leyes suecas. A diferencia de otros países escandinavos, no hay un argumento fidedigno sobre el momento y las circunstancias que beneficiaron la unificación de Suecia, aunque todo parece indicar que mucho tuvo que ver el reinado de Erico el Victorioso y el extenso territorio que dominaba pues, en mayor o menor medida, coincidía con las provincias históricas de la Suecia verdadera. De la misma forma que Saxo Grammaticus aportó información sobre reyes daneses, Adán de Bremen hizo lo propio con los suecos, en alguna ocasión con una breve mención de reyes o pretendientes pero muy útil para conocer la situación política del momento. Dos dinastías dominaron la Suecia vikinga, la casa de Munsö y la casa de Stenkil:
- Erico el Victorioso  970 – 995
- Olaf Skötkonung 995 – 1022
- Anund Jacobo 1022 – 1050
- Emund el Viejo 1050 – 1060
- Stenkil 1060 – 1066
- Erico VII Stenkilsson 1066 – 1067
- Erico el Pagano 1066 – 1067

## Islandia e Islas Feroe
Son los únicos territorios vikingos escandinavos donde no hubo rey propio. Los colonos, procedentes de Noruega en su mayor parte, se gobernaban ellos mismos, consensuaban sus decisiones y solucionaban sus conflictos en el althing (asamblea de hombres libres) como predicaba la tradición nórdica. Más tarde, en 1262 los noruegos lograrían su objetivo de subyugar Islandia a la corona, y los daneses hicieron lo propio con las Islas Feroe en 1380.

## Islas británicas

### Inglaterra
El gran ejército pagano, liderado por los hijos de Ragnar Lodbrok y sus jarls, que invadieron el norte de Inglaterra logrando crear asentamientos en Northumbria y una segunda invasión del gran ejército de verano, liderado por el caudillo Bagsecg y sus jarls que hizo lo propio en el sur, dominando Estanglia, abrirían uno de los capítulos más importantes de la expansión vikinga hacia el oeste. Precisamente, a partir de esa aventura de conquista a uno de los hijos de Ragnar, Ivar, se le atribuye la posterior conquista de Irlanda y el dominio de la dinastía Uí Ímair en las islas británicas y archipiélagos del Atlántico. Jórvik en Inglaterra, junto con Dublín en Irlanda, serían los reinos vikingos más poderosos e influyentes, política y económicamente, de las islas. Los anglosajones lograron matar a los reyes vikingos de Jórvik, pero ese vacío de poder desembocaría en una nueva invasión desde Irlanda y que los Uí Ímair ampliasen su poder, conquistando de nuevo Northumbria y abriendo nuevos y cruentos conflictos con el último reino que sobrevivió independiente a las embestidas vikingas, Wessex.

### Escocia, Orcadas y Shetland
A excepción del reino de Rhinns que los anales contemporáneos citan muy brevemente y consta la existencia de reyes propios, los territorios bajo dominación hiberno-nórdica en Escocia fueron Caithness y Sutherland en el norte, que  estuvieron principalmente sometidos a los jarls de las Orcadas (que también dominaban las Islas Shetland); y Galloway al sur bajo la influencia del reino de Dublín.

### Gales
De todas las islas británicas es la única zona geográfica donde los vikingos no tuvieron la oportunidad de crear y consolidar reinos propios y por lo tanto tampoco tuvo reyes vikingos, sobre todo debido a una tenaz y agresiva resistencia de su población autóctona. No obstante sus costas no se libraron de incursiones, saqueos esporádicos y algún que otro asentamiento casual como así se citan en las sagas nórdicas.

### Irlanda
Los anales irlandeses ofrecen abundante información sobre los gobernantes de los poderosos caudillos hiberno-nórdicos del reino de Dublín y otros pequeños enclaves que evolucionaron como ciudad-estado a partir de asentamientos navales llamados longphorts: Waterford, Cork, Limerick y Wexford.

### Isla de Man y las Hébridas
La insularidad de Man y su situación geográfica hizo posible la existencia de un singular y estratégico reino vikingo en el mar de Irlanda, codiciado por escoceses, irlandeses y vikingos de Dublín que en mayor o menor medida, intentaron anexionarse el territorio a lo largo de su historia. El más poderoso y conocido de los caudillos vikingos fue Godred Crovan que también sería el precursor de un clan familiar que gobernaría el reino mucho más allá de la Era Vikinga y que evolucionaría a partir del siglo XI como reino de Mann y las Islas, fuertemente vinculado a la corona de Noruega hasta la llegada de Somerled, que con su propio clan dinástico abriría otro capítulo de la isla en la Edad Media.

## Kievan Rus
Gardariki (Garðaríki), el reino vikingo más oriental, sería el germen de un fenomenal imperio que llegaría hasta las fronteras del Imperio bizantino. En sus comienzos, los vínculos con los reinos escandinavos fueron más o menos constantes y llegó a ser refugio de reyes como Olaf Tryggvason, Olaf II el Santo, Magnus I de Noruega o Harald Hardrada. Pero los varegos del Rus de Kiev, principalmente de origen sueco, son quizás la excepción más notable de la evolución de los vikingos. Asimilaron costumbres y lengua de los pueblos vecinos, baltos, eslavos, búlgaros y jázaros más rápidamente que cualquier otro reino, dentro de un sincretismo cultural similar a los normandos en Francia. Las fuentes históricas más importantes sobre su vida y costumbres son la Crónica de Néstor y los escritos del árabe ibn Fadlan. Llegó un momento que los vínculos culturales y lingüísticos con los escandinavos se rompieron definitivamente, con un Kievan Rus totalmente eslavizado, que se convertiría posteriormente en Rusia. No obstante, todavía existe cierta discordia sobre el origen de Rusia entre historiadores escandinavistas y eslavistas, aunque es muy evidente que la expansión de su imperio tuvo mucho que ver con la ruta comercial del volga y la ruta comercial de los varegos a los griegos. Todos los reyes vikingos de oriente pertenecieron a la dinastía Rúrika:
- Riúrik (eslavización del nórdico Rorik) 860 – 879
- Oleg (eslavización del nórdico Helgi) 879 – 912 regente
- Igor (eslavización del nórdico Ingvar) 912 – 945
- Olga (eslavización del nórdico Helga) 945 – 962 regente
- Sviatoslav (eslavización del nórdico Svend) 962 – 972
- Yaropolk 972 – 980
- Vladimiro el Grande 980 – 1015
- Sviatopolk el Maldito 1015 – 1019
- Yaroslav el Sabio (Jarisleif en las sagas nórdicas) 1019 – 1054